# U 27 (U-Boot, 1974)
U 27 (NATO-Bezeichnung S 176) war ein U-Boot der U-Boot-Klasse 206 der Bundesmarine. Es wurde 1974 in Dienst gestellt und im Jahr 1998 ausgemustert. Ein Umbau zur Klasse 206 A erfolgte nicht.

Wappen von U 27

## Seeunfall vom 6. März 1988
Bekanntheit erlangte das Boot, als es am 6. März 1988 vor Bergen (Norwegen) mit der Bohrinsel Oseberg B der Norsk Hydro in etwa 30 Metern Tiefe bei acht kn Fahrt kollidierte. Das Boot verfing sich in den Unterwasser-Stahltrossen der Ölplattform und der circa vierzig Meter entfernten, dazugehörigen Hotelplattform Polyconfidence. Da die genaue Position der Plattformen in seiner Seekarte nicht verzeichnet war, war es dem Kommandanten, Kapitänleutnant Michael Setzer, während der Tauchfahrt nicht möglich, die Havarie zu verhindern. Zwar erfasste er die Bohrinsel mit dem Periskop, aber die Haltetrossen wurden nicht entdeckt. Es gelang ihm dennoch, das Boot zur Wasseroberfläche zu manövrieren. Menschen kamen bei dem Unfall nicht zu Schaden. Der Gesamtschaden bei der Bohrplattform belief sich auf mehrere zehn Millionen D-Mark.

## Kommandanten
Die Kommandanten des Unterseebootes U 27 waren:

| Dienstgrad       | Name       | von  | bis  |
| ---------------- | ---------- | ---- | ---- |
| Kapitänleutnant  | Schamp     | 1974 | 1977 |
| Kapitänleutnant  | Wallner    | 1977 | 1977 |
| Kapitänleutnant  | Unger      | 1977 | 1981 |
| Kapitänleutnant  | Petsch     | 1981 | 1981 |
| Kapitänleutnant  | Krönke     | 1981 | 1984 |
| Korvettenkapitän | von Müller | 1984 | 1985 |
| Korvettenkapitän | Schmidt    | 1985 | 1987 |
| Kapitänleutnant  | Setzer     | 1987 | 1988 |
| Kapitänleutnant  | Wartini    | 1988 | 1989 |
| Kapitänleutnant  | Loth       | 1989 | 1991 |
| Kapitänleutnant  | Plettau    | 1991 | 1991 |
| Korvettenkapitän | Brühn      | 1991 | 1993 |